# HMS Dido (1939)
HMS Dido (37) (Корабль Его величества Дидо — Дидона) — британский лёгкий крейсер, типа «Дидо». Был заказан по программе 1936 года 21 марта 1937 года и заложен на верфи Cammell Laird в Биркенхеде 20 октября 1937 года. Крейсер был спущен на воду 18 июля 1939 года, став шестым кораблём, носящим это имя в британском флоте с 1784 года. Вступил в строй 30 сентября 1940 года. Крейсер стал первым кораблём, на котором был установлен новейший радар воздушного предупреждения Type 281. Девиз корабля: «Steadfast» — «Непоколебимый».

## История
После вступления в строй и окончания испытаний в октябре 1940 года крейсер перешёл в Скапа-Флоу в начале ноября для службы в составе 15-й крейсерской эскадры. Первый боевой выход корабля состоялся в том же месяце, когда он вместе с линейными крейсерами Hood и Repulse, а также со своими систершипами Naiad и Phoebe действовал на cеверо-западных подходах в поисках немецкого карманного линкора «Адмирал Шеер».
В ноябре же крейсер сопровождал войсковой конвой к Гибралтару и авианосец Furious, доставляющий самолёты во Фритаун. в ходе этого похода были проведены морские испытания радара Type 281.
3 декабря крейсер отправился из Фритайна в Великобританию. 10 декабря встал на ремонт на верфи Тайна. 17 декабря вернулся к службе в 15-й эскадре крейсеров, с которой оставался до марта 1941 года.
В марте 1941 года выходил вместе с линкорами King George V и Nelson, крейсером Nigeria для прикрытия первого важного рейда коммандос на вражеской территории — на Лофотенские острова (Операция Claymore).

## В составе Средиземноморского флота
В апреле крейсер был определён для службы в составе Средиземноморского флота. 1 апреля крейсер вышел в Гибралтар. С 24 апреля крейсер принял участие в Операции Салиент (Операция Salient). Операция состояла из проводки транзитом крейсера Dido, минного заградителя Abdiel и эсминцев Jackal, Jersey, Kashmir, Kelly, Kelvin и Kipling в Александрию с заходом на Мальту. Все корабли имели грузы для острова, но конструкция эсминцев вынудила большую часть груза поместить в ящиках на верхней палубе. Данная операция производилась в то же время, что и доставка воздушного подкрепления на Мальту в рамках операции Dunlop и корабли, шедшие в Александрию, прикрывались соответственно Соединением H. Соединение «S» (так были названы корабли, участвующие в операции) отплыло в 22:00 24 апреля с предполагаемым прибытием на Мальту 26 апреля. Штормовое состояние моря вызвало повреждения сильно загруженных эсминцев и потерю некоторой части их груза, так что контр-адмирал Виан приказал Dido уменьшить скорость, что задержало прибытие соединения на остров на 24 часа. Фактически корабли прибыли на остров утром 27 апреля. С 28 апреля Дидо и минный заградитель Abdiel, вместе с эсминцами Janus, Jervis и Nubian, отконвоировали с Мальты в Александрию транспорт Breconshire.
6 мая крейсер вместе с крейсерами Phoebe, Calcutta и Coventry вышел в составе эскорта конвоя, шедшего из Александрии на Мальту. 8 мая крейсер был переведён в состав эскорта конвоя, двигавшегося навстречу из Гибралтара в Александрию с танками на борту. Дальнее прикрытие осуществлял Средиземноморский флот в составе линкора Queen Elizabeth, и крейсеров Naiad, Fiji и Gloucester. Вся операция в целом носила название Тигр (Операция Tiger).

## Критская операция
14 мая крейсер вошёл в состав Соединения C, осуществлявшего поддержку обороны Крита. В греческом порту на него погрузили золотой запас Греции, и он вместе с эсминцами Stuart (австралийский) и Vendetta вышел в составе эскорта конвоя AS1, вывозящего гражданских лиц в Александрию. С моря конвой прикрывало Соединение A — линкоры Queen Elizabeth и Barham. 16 мая крейсер вместе с крейсером Coventry вернулся после рейда по перехвату возможных вражеских конвоев вторжения на Крит. 18 мая совместно с Coventry защищал госпитальное судно Abba от вражеских воздушных атак.
19 мая вместе с крейсером Orion и эсминцами Hasty и Greyhound вышел на соединение с крейсером Ajax в сопровождении флотских эсминцев (Соединение D) к проливу Китера для перехвата вражеских судов вторжения. 21 мая после патрулирования крейсер присоединился к Соединению A (линкоры Warspite и Valiant), патрулировавшему юго-западнее Крита. В течение дня корабли подвергались воздушным атакам. С наступлением темноты вместе с Соединением D снова отправился к северу от острова. Участвовал в ночном бою с немецким конвоем, прикрывавшимся итальянским миноносцем Лупо, в ходе которого немецкий конвой был разгромлен.
24 мая после заправки в Александрии вернулся вместе с крейсером Ajax и эсминцем Kimberley к острову. 25 мая в течение дня оставался с главными силами (линкоры Queen Elizabeth и Barham, авианосец Formidable). 27 мая был с ними же во время атаки авианосцем вражеского аэродрома на острове Скарпанто.

### Бомбовое повреждение
28 мая в составе Соединения B вместе с крейсерами Orion и Ajax отплыл из Александрии для эвакуации войск из Ираклиона. Ночью 29 мая на борт были перегружены войска с эсминцев, которые снимали их ранее с берега. На обратном пути в проливе Касо был поражён вражеской авиабомбой в башню «B». На борту было много жертв, в том числе и из состава перевозимого шотландского полка Black Watch. Обширные повреждения полностью вывели из строя носовую группу вооружения.

### Захват Ассаба
После временного устранения повреждений в Александрии, крейсер решено было направить для продолжения ремонта в Дурбан. Однако 10 июня он вышел в составе эскорта соединения контр-адмирала Галифакса, командующего морскими силами в Красном море, участвующего в захвате порта Ассаб в Эритрее. Соединение состояло из транспортного корабля, вспомогательного крейсера и двух индийских шлюпов. 11 июня под покровом темноты два моторных катера, каждый из которых нёс по 30 человек из состава Пенджабского полка, вошли в гавань Ассаба под прикрытием воздушной бомбардировки и залпов с Дидо. Войска высадились без единого ответного выстрела по ним. Два итальянских генерала были захвачены в пижамах. В 6:00 Соединение вошло в порт Ассаба, ставшим последним итальянским постом на Красном море, захваченным британцами.

### Ремонт в США
В июле крейсер пришёл в Саймонстаун и был поставлен в сухой док Selborne. Позже был переведён для продолжения временного ремонта в Дурбан, перед предстоящим окончательным ремонтом в США на верфи Brooklyn Navy Yard. Туда крейсер отправился 15 августа вокруг мыса Доброй Надежды. Сам ремонт продолжался до ноября 1941 года. 1 ноября, по завершении ремонта, крейсер вышел в Великобританию для окончательных исправлений, которые не могли быть устранены в США (радарное оборудование).

## Возвращение на Средиземное море
18 декабря крейсер снова направился в Гибралтар для последующего воссоединения с 15-й эскадрой крейсеров на Средиземном море. Дидо и эсминцы Arrow, Foxhound, Gurkha и Nestor покинули Гибралтар 22 декабря, отправившись для усиления флота в Александрии, и по пути зашли на Мальту 24 декабря. Припасы и некоторые пассажиры были высажены на Мальте, а корабли отправились далее 26 декабря, сопровождая порожние суда с острова в составе конвоя ME-8. 28 декабря крейсер воссоединился со своей эскадрой.
4 января нового, 1942 года, крейсер вместе с эскадрой вышел для прикрытия десантного транспорта Glengyle шедшего с запасами топлива на Мальту. На обратном пути они сопровождали судно снабжения Breconshire, шедшее с Мальты. Соединение с воздуха надёжно прикрывала авиация, так что переход прошёл без происшествий.
16 января крейсер вместе с эскадрой сопровождал в конвоях MW-8A и MW-8B 4 судна шедшие на Мальту. В ходе операции, до входа в зону воздушного прикрытия, корабли подверглись тяжёлым воздушным атакам. После входа в зону прикрытия, корабли сопровождались 201 группой RAF, которая обеспечила надёжную защиту.
С 24 по 28 января крейсер вместе с своими двумя систершипами и эсминцами участвовал в операции MF.4 — проведении из Александрии на Мальту судна снабжения Breconshire с грузами и вывода с острова десантного судна Glengyle и транспорта Rowallan Castle. Операция, несмотря на авиационное противодействие, прошла успешно и без потерь. 
12 февраля корабли эскадры выходили для прикрытия очередных мальтийских конвоев MW9A/B и встречи возвращающегося Breconshire. Вследствие тяжёлых воздушных атак ни одно из судов не прибыло на Мальту.
10 марта в составе соединения B: крейсера Euryalus и Naiad, крейсер Дидо вышел на безуспешные поиски итальянского конвоя, следовавшего в Триполи. После этого состоялись поиски повреждённого итальянского крейсера, также не увенчавшиеся успехом. 11 марта во время возвращения в базу крейсер Naiad недалеко от Саллума был торпедирован и потоплен немецкой подводной лодкой U-565.
15 марта вместе с крейсером Euryalus и 6-ю эсминцами обстреливал остров Родос.

### 2-е сражение в заливе Сирт
20 марта крейсер Дидо участвовал в проводке Мальтийского конвоя MW-10 на его переходе из Александрии (Операция MG-1) составив совместно с крейсерами Cleopatra и Euryalus Соединение «B». 21 марта Соединение «B» встретилось с эскортом конвоя: крейсер Carlisle и эскортные миноносцы типа Хант. 22 марта корабли приняли участие во втором сражении в заливе Сирт против итальянского флота, включающего в себя линкор Литторио и три крейсера. В условиях плохой погоды крейсерам удалось удержать врага на расстоянии, а после торпедной атаки британских эсминцев противник отвернул и конвой был спасён. Конвой подвергся сильным воздушным атакам и понёс потери. Крейсера 28 марта вернулись в Александрию, где командовавший в бою адмирал Виен получил поздравительную телеграмму от премьер-министра за успешные действия в бою с итальянским флотом.
После боя крейсер продолжил службу в составе 15-й эскадры.

### Операция Вигорес
С 13 по 16 июля крейсер участвовал в операции Вигорес.
19 июля Дидо совместно с крейсером Euryalus и эсминцами Jervis, Javelin, Pakenham и Paladin выходил в море для обстрела вражеских позиций у Мерса-Матрух.

### Ремонт в Массауа
В августе крейсер заходил в Массауа для проверки причин проблем с гребным винтом, вызывающим вибрацию. Проблема была характерна для всей серии кораблей и Дидо стал первым, кто прошёл проверку. В сентябре крейсер вернулся к Эскадре в Александрию.
13 сентября ночью обстреливал район Эль-Даба в качестве диверсии перед штурмовой высадкой в Тобруке (Операция Agreement).
В октябре крейсер действовал в Восточном Средиземноморье, патрулируя море и перехватывая вражеские конвои в Северную Африку.
В ноябре крейсер действовал в качестве поддержки конвоев снабжения, шедших на Мальту (Операция Quadrangle). 17 ноября вместе с крейсерами Euryalus и Arethusa и 10 эсминцами прикрывал конвой (Операция Stoneage). 18 ноября конвой подвергся воздушной атаке, в ходе которой Arethusa был тяжело поврежден.

### В составе Соединения K
В декабре Дидо был отряжен в состав Соединения K, действовавшего с Мальты по перехвату вражеских конвоев. 12 декабря вместе с кораблями соединения он вышел с острова. 13 декабря они потопили 3 корабля снабжения, атаковав конвой у побережья Северной Африки.

### В составе Соединения Q
16 декабря Дидо вместе с крейсером Sirius был развёрнут в Боне, образовав Соединение Q. 26 декабря он был переведён в Гибралтар в состав Соединения H. 28 декабря эскортировал конвой в Бенгази совместно с эсминцами Javelin и Beaufort. Уже в новом, 1943 году, 6 января вместе с систершипом Sirius вышел из Гибралтара в Бон, прикрывая минный заградитель Abdiel в операции по постановке минного заграждения у банки Скерки. С 10 января продолжил службу в Боне вместе с Соединением Q.
17 января совместно с Euryalus и эсминцами Javelin, Kelvin и Nubian атаковал итальянский конвой у Лампедузы. Одно из судов, D’Annunzio, было потоплено эсминцами.
С апреля Дидо базировался в Алжире, после чего ушёл на ремонт в Ливерпуль, в ходе которого были установлены радары предупреждения и управления артиллерийским огнём сантиметрового диапазона. После окончания ремонта, в начале июня  крейсер был определён на службу в состав 12 эскадры крейсеров в Средиземном море. 18 июня крейсер вышел из Скапа-Флоу, чтобы присоединится к своей новой эскадре в Алжире. Крейсер вошёл в состав резервных прикрывающих сил, обеспечивающих высадку на Сицилии (Операция Хаски).

### Высадка на Сицилии
9 июля Дидо вышел в составе резервной группы вместе с линкорами King George V и Howe и крейсером Sirius для пресечения помех высадке десанта. 10 июля группа оперировала южнее Сардинии с прикрытием их эсминцев Jervis, Penn, Pathfinder, Panther, Paladin и Petard. 11 июля корабли обеспечивали поддержку орудийным огнём у Марсалы.
26 июля крейсер вышел в море с линкорами King George V и Howe, авианосцем Indomitable и крейсером Euryalus для прикрытия конвойных операций у Сицилии.
1 августа крейсер обстреливал Вибо-Валентию на западном побережье Италии в преддверии высадки союзников на материке. 9 августа обстреливал цели у Кастельмаре. 14 августа обстреливал Скалию юго-восточнее Неаполя. 15 августа снова обстреливал Вибо-Валентию и атаковал конвой южнее мыса Бонифация, потопив один транспорт и два корабля сопровождения.
В начале сентября крейсер совместно с крейсерами Aurora, Penelope и Sirius и минным заградителем Abdiel прибыл в Бизерту для погрузки на борт 1-й воздушно-десантной дивизии. 8 сентября корабли вышли в сопровождении линкоров King George V и Howe чтобы высадить десант в Таранто (Операция Slapstick). 9 сентября высадка была произведена, но при этом Abdiel при входе в порт подорвался на мине и затонул. 10 сентября крейсер вернулся в Бизерту за вторым эшелоном дивизии для высадки в Таранто.
12 сентября крейсер присоединился к крейсерам эскадры для обеспечения высадки в Салерно (Операция Avalanche). 17 сентября он обеспечивал артиллерийскую поддержку высадке. 19 сентября крейсер был определён для участия в операциях в Эгейском море и вернулся в Таранто.

### Действия в Эгейском море
В начале октября крейсер был переведён в Эгейское море для поддержки британской оккупации островов после капитуляции итальянцев. 4 октября он прибыл туда вместе с крейсерами Aurora, Penelope и Sirius для перехвата немецких десантных средств. 5 октябре крейсер совместно с Aurora и эсминцами Tumult и Pathfinder совершил рейд в пролив Касо. В ходе операции к югу от Крита в 21:00 5 октября Дидо на зигзаге столкнулся вскользь носами с Aurora и получил повреждения корпуса.
7 октября крейсер встал на ремонт в Александрии, по завершении которого в ноябре участвовал в обстреле Скаллетто в ходе рейда Командос.

### Операции у берегов Италии
В декабре крейсер действовал в составе соединения K на Мальте, а в конце месяца был определён для участия в высадке в Анцио (Операция Shingle).
В январе 1944 года крейсер совместно с крейсерами Delhi, Phoebe, Orion, Penelope, Mauritius и американскими крейсерами Philadelphia и Brooklyn под прикрытием эсминцев обеспечивал артиллерийский шквал во время штурма Анцио, отвлекая внимание от десантных средств. 21 января он обстреливал Чивитавеккью. 29 января он спасал выживших с крейсера Spartan, потопленного немецкой планирующей бомбой.
В феврале крейсер был повреждён в Неаполитанском заливе во время столкновения с американским танкодесантным кораблём, после чего ушёл ремонтироваться на Мальту. 31 марта он продолжил службу, базируясь в Неаполе, оставаясь вместе с эскадрой с апреля по июнь.

### Высадка в Южной Франции
В июле крейсер был назначен для участия в высадке союзных войск в Южной Франции (Операция Драгун). Крейсер вместе с эсминцем Lookout, американскими крейсером Augusta и эсминцами Somers и Gleaves вошёл в созданное в Неаполе TF 86 — поддержка и высадка в Ситке. 12 августа TF 86 вышло из Неаполя. 14 августа оно встретило конвой вторжения SF2 (Alpha), SF2A (Delta) и SF2B (Alpha) в условленном месте, южнее мыса Камара. 15 августа с крейсером Augusta и крейсером Ajax, входящим в группу поддержки в зоне Alpha (TF 85), прикрывал высадку французского спецназа в Кабо-Негро (Cape Negre), предоставляя огневую поддержку во время немецкой контратаки. 17 августа производил обстрелы вражеских батарей между Кабо-Негро и Ле-Лаванду в зоне высадки Alpha. 28 августа, по окончании операции, крейсер был определён на службу в 10-й эскадре Хоум Флита. В сентябре он совершил переход в Скапа-Флоу.

## Действия в Арктических водах
22 октября крейсер вместе с эсминцами Onslow, Obedient, Offa, Opportune, Oribi и Orwell вышел в составе сил прикрытия арктического конвоя JW61. Эскортные авианосцы Vindex, Nairana и Tracker осуществляли воздушное противолодочное прикрытия конвоя. 28 октября крейсер отделился от конвоя и прибыл в Кольский залив, где на его борт погрузили 6,5 тонн золота. 2 ноября крейсер вместе с фрегатами Byron, Fitzroy, Conn, Deane, Redmill, Rupert и несколькими эсминцами вышел в составе обратного конвоя RA61. 6 ноября он покинул конвой и совершил переход в Скапа-Флоу, куда прибыл 8 ноября.
27 ноября Дидо вместе с эсминцами эскортировал авианосец Implacable, который совершал воздушную атаку на конвой севернее Mosjoe (севернее Намсуса). в ходе атаки было потоплен два судна, одно из которых перевозило русских военнопленных, с большими потерями на последнем.
11 января 1945 года крейсер вышел в качестве флагмана Соединения 3, сопровождавшего эскортные авианосцы Premier и Trumpeter, осуществлявшие авиационные минные постановки (Операции Gratis и Spellbinder).
12 февраля выходил в составе Соединения 2 вместе с крейсером Norfolk и эсминцами для атаки каботажного судоходства у Bud (Операция Selenium). После безуспешных поисков вернулись в Скапа-Флоу.
2 февраля вышел в качестве флагмана Соединения 4, эскортируя с эсминцами эскортные авианосцы Premier и Puncher в ходе постановки последними минных заграждений в Karm Sound (Операция Groundsheet). Они также прикрывали траление севернее Шетландских островов (Операция Shre).
22 апреля крейсер обеспечивал зенитное прикрытие минного заградителя Apollo и трёх эскортирующих его эсминцев во время постановки специального противолодочного минного заграждения в Кольском заливе (Операция Trammel). 27 апреля встал на краткосрочный ремонт в Розайте.

### Пленение немецкого флота
6 мая вышел с крейсером Birmingham и эсминцами для перехода в Копенгаген. Их прикрывали эскортные авианосцы Searcher, Trumpeter и крейсер Norfolk (Операция Cleaver). 9 мая в Копенгагене принимал капитуляцию немецких крейсеров «Принц Ойген» и «Нюрнберг». 22 мая вместе с крейсером Devonshire эскортировал эти крейсера в Вильгельмсхафен.
После прохождения ремонта, в ходе которого было установлено новейшее радарное оборудование, в июне крейсер был определён для службы в составе Британского Тихоокеанского флота. 

### Королевский визит на остров Мэн
6 июля крейсер вышел из Ливерпуля, взяв на борт совершавших визит на остров Мэн короля Георга VI и королеву Елизавету. 8 июля крейсер вернулся в Ливерпуль вместе с коронованными особами. 28 июля король снова нанёс визит на крейсер, стоявший в Розайте.
В состав Тихоокеанского флота крейсер, однако, так и не вошёл, поскольку встал в Чатаме на долгосрочный ремонт в октябре, который продолжался до 1947 года.